# Moon Boot
Moon Boot è un tipo di doposcì ideato da Giancarlo Zanatta e prodotto dal Gruppo Tecnica. Si tratta di uno dei prodotti di design industriale italiano legato al settore dell'abbigliamento più famosi al mondo: fa parte della collezione permanente del Triennale Design Museum di Milano e del MoMA di New York; i Moon boot sono stati prodotti in oltre venti milioni di esemplari e nel 2022, per la loro ideazione, Zanatta è stato premiato con il premio Compasso d'Oro alla carriera.

## Storia
Giancarlo Zanatta, imprenditore e produttore di scarponi di Montebelluna, ideò il modello ispirandosi agli scarponi indossati dagli astronauti e Tecnica, azienda da lui fondata, registrò il marchio nel 1978.

logo

A seguito di imitazioni da parte di altri produttori, la società ha indetto una causa civile che nel 2016 presso il tribunale di Milano ha sentenziato che il modello è un'opera creativa dotata di valore artistico, e per questo tutelabile dalla legge sul diritto d’autore contro la contraffazione.